# Rubik (serie animata)
Rubik (Rubik, the Amazing Cube) è una serie televisiva animata statunitense del 1983, prodotta da Ruby-Spears Enterprises.
Basata sul puzzle creato da Ernő Rubik, la serie è stata trasmessa come parte del blocco televisivo The Pac-Man/Rubik, the Amazing Cube Hour di ABC.
La serie è stata trasmessa per la prima volta negli Stati Uniti su ABC dal 17 settembre al 3 dicembre 1983, per un totale di 13 episodi ripartiti su una stagione. In Italia è stata trasmessa su Ciao Ciao dal 2 agosto 1987.

## Episodi
| nº | Titolo originale              | Titolo italiano | Prima TV USA      | Prima TV Italia |
| -- | ----------------------------- | --------------- | ----------------- | --------------- |
| 1  | Meet Rubik                    |                 | 17 settembre 1983 | 2 agosto 1987   |
| 2  | Back Packin' Rubik            |                 | 24 settembre 1983 | agosto 1987     |
| 3  | Rubik and the Buried Treasure |                 | 1º ottobre 1983   | agosto 1987     |
| 4  | Rubik and the Lucky Helmet    |                 | 8 ottobre 1983    | agosto 1987     |
| 5  | Rubik and the Mysterious Man  |                 | 15 ottobre 1983   | agosto 1987     |
| 6  | Rubik and the Pooch Nappers   |                 | 22 ottobre 1983   | agosto 1987     |
| 7  | Rubik and the Science Fair    |                 | 29 ottobre 1983   | agosto 1987     |
| 8  | Rubik in Wonderland           |                 | 5 novembre 1983   | agosto 1987     |
| 9  | Honolulu Rubik                |                 | 12 novembre 1983  | agosto 1987     |
| 10 | Rubik's First Christmas       |                 | 19 novembre 1983  | agosto 1987     |
| 11 | Saturday Night Rubik          |                 | 26 novembre 1983  | agosto 1987     |
| 12 | Super Power Lisa              |                 | 3 dicembre 1983   | agosto 1987     |

## Personaggi e doppiatori
- Rubik, voce originale di Ron Palillo.
- Reynaldo Rodriguez, voce originale di Michael Bell.
- Lisa Rodriguez, voce originale di Jennifer Fajardo.
- Carlos Rodriguez, voce originale di Michael Saucedo.
- Marla, voce originale di Angela Moya.